# Medetera murina
Medetera murina är en tvåvingeart som beskrevs av Becker 1917. Medetera murina ingår i släktet Medetera och familjen styltflugor. Inga underarter finns listade i Catalogue of Life.